# Ōei

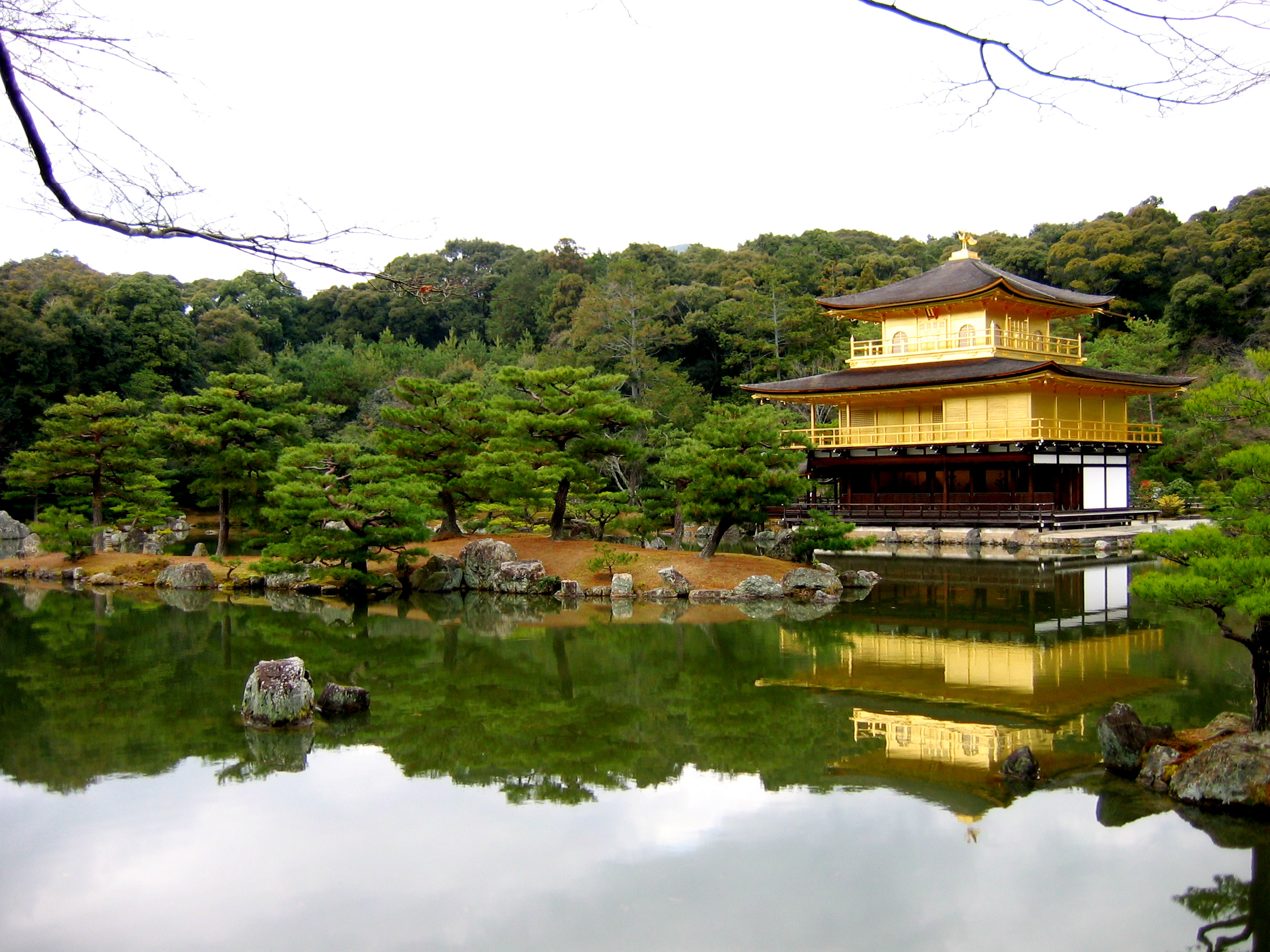
Kinkaku-ji-templet börjar byggas år Oei 4.

Ōei (japanska: 応永?, Ōei), 5 juli 1394–27 april 1428 var en period i den japanska tideräkningen under kejsarna Go-Komatsus och Shōkōs regeringar. Shoguner var Ashikaga Yoshimitsu, Ashikaga Yoshimochi och Ashikaga Yoshikatsu. Ōei var den första period som inleddes efter rikets återförening. Det är också den längsta perioden i Japans historia före Meijiperioden.
Tideräkningsperioden inleddes efter att en pestepidemi härjat och det nya namnet hämtades från ett citat ur det kinesiska verket Huíyāo.
Perioden har gett namn åt den så kallade Ōei-freden (応永の平和), en period utan inbördeskrig eller större skärmytslingar från omkring mitten av Ōei.

## Viktigare händelser
År ōei 6 (1399) startade Ōei-upproret. Bland andra tjänstemannen Ōuchi Yoshihiro gör ett misslyckat försök att störta shogunatet.
Den så kallade Ōei-invasionen, när koreanska trupper intar Tsushima, sker år ōei 26 (1419). I Korea kallas samma krig för Gihae-expeditionen.

## Fotnoter
1. ↑  Uppslagsverket Daijirin (大辞林), elektronisk utgåva, Sanseido 2006. Datum enligt den japanska månkalendern som inte helt överensstämmer med den västerländska.
2. ↑  Citatet på klassisk kinesiska: 久応称之、永有天下